# Aleksandr Starotorżski
Aleksandr Pawłowicz Starotorżski (Szłykow) (ros. Александр Павлович Староторжский (Шлыков), ur. 26 sierpnia 1895 we wsi Dienisowo w guberni kostromskiej, zm. 25 maja 1950 w Briańsku) – radziecki działacz partyjny i państwowy.

## Życiorys
Początkowo był wolnym słuchaczem wieczorowych kursów politechnicznych Towarzystwa Uniwersytetów Ludowych w Piotrogrodzie, od maja 1916 do grudnia 1917 służył w rosyjskiej armii, w 1917 wstąpił do SDPRR(b). Od marca 1918 do marca 1919 był członkiem Prezydium i sekretarzem Komitetu Wykonawczego Kostromskiej Rady Gminnej, od marca 1919 do lutego 1921 służył w Armii Czerwonej, od kwietnia do sierpnia 1920 kierował wydziałem powiatowego komisariatu wojennego w Konstantinogradzie (obecnie Krasnohrad). Od lutego 1921 był sekretarzem odpowiedzialnym powiatowego komitetu RKP(b) w guberni permskiej, potem do czerwca 1922 przewodniczącym komitetu wykonawczego rady powiatowej w guberni permskiej, od czerwca 1922 do stycznia 1923 przewodniczącym rejonowego oddziału gubernialnego związku stowarzyszeń spożywców w Kostromie, a od stycznia 1923 do maja 1925 kierownikiem rejonowego związku spółdzielni spożywczych w guberni kostromskiej. Od maja 1925 do marca 1928 pełnił funkcję przewodniczącego Zarządu Kostromskiej Gubernialnej Spółki Akcyjnej "Gubtorg", od marca 1928 do kwietnia 1929 dyrektora kostromskiego gubernialnego trustu przemysłu lokalnego, od kwietnia do października 1929 przewodniczącego okręgowej komisji planowania w Kostromie, a od października 19329 do maja 1931 dyrektorem sowchozu lnianego w Iwanowskim Obwodzie Przemysłowym.
Od maja 1931 do marca 1932 był starszym inspektorem i kierownikiem Wydziału Mechanizacji i Elektryfikacji Wszechzwiązkowego Trustu Lniano-Konopnego, od października 1931 do marca 1932 słuchaczem kursów przy Wszechzwiązkowym Naukowo-Badawczym Instytucie Sowchozowym, od marca 1933 do maja 1935 aspirantem w tym instytucie i jednocześnie od października 1933 do kwietnia 1935 p.o. docenta katedry 1 Moskiewskiej Wyższej Szkoły Komunistycznej im. Kaganowicza, a od kwietnia 1935 do listopada 1937 kierownikiem sektora planowania sowchozów Wszechzwiązkowego Naukowo-Badawczego Instytutu Sowchozowego. W styczniu 1937 otrzymał tytuł docenta, od listopada 1937 do kwietnia 1938 był dyrektorem Saratowskiego Instytutu Rolniczego, od 13 kwietnia 1938 do stycznia 1940 p.o. przewodniczącego, a od 9 stycznia 1940 do 24 listopada 1944 przewodniczącym Komitetu Wykonawczego Kalinińskiej Rady Obwodowej. Od listopada 1944 do października 1946 był zastępcą przewodniczącego Rady Komisarzy Ludowych RFSRR, a od października 1946 do końca życia przewodniczącym Komitetu Wykonawczego Briańskiej Rady Obwodowej. Został odznaczony Orderem Lenina (1 kwietnia 1943) i Orderem Wojny Ojczyźnianej I klasy (1 lutego 1945).